# Макријан Старији
Фулвије Макријан (умро 261. године) познат под именом Макријан Старији је био римски узурпатор. Он је био један од команданата цара Валеријана и човек великог богатства и необично храбар. Жена му је била племенитог рода.
Када је персијски цар Шапур I заробио и убио Валеријана 260. године, Галијен је постао самостални цар. Али, он је тада био на западу, а источна војска је извикала Макријана Мајора за цара. Он је у први мах одбио престо, будући да је био веома стар, али је касније прихватио. 
Уз помоћ Валеријановог префекта Балиста, Макријан је успео да двојицу својих синова Макријана Млађег и Квијета уздигне до престола. Квијет и Балист су остали на Истоку да обезбеде власт, а двојица Макрина су кренула са источном војском из Мале Азије у Европу. Али, у Тракији су били поражени 261. године од Ауреола. Макријан и његов син су били убијени у бици. Квијет је касније био убијен од стране Одената у Палмири.